# Kościół San Gallo w Wenecji
Kościół San Gallo (pl. kościół św. Gawła) – rzymskokatolicki kościół w Wenecji, w dzielnicy (sestiere) San Marco. Administracyjnie należy do Patriarchatu Wenecji. Jest kościołem filialnym w parafii San Moisè, wchodzącej w skład dekanatu San Marco - Castello.

## Historia
Kościół San Gallo został zbudowany w 1581 roku po przeniesieniu hospicjum Orseolo z placu św. Marka z powodu budowy na nim Procuratie Nuove.

## Architektura
Kościół San Gallo wychodzi na plac o tej samej nazwie. Jego lewa strona, nieosłonięta, ciągnie się wzdłuż Calle del Cavalletto, natomiast część apsydialna i prawa strona przylegają do sąsiednich budynków. Fasada jest podzielona na trzy części rzędem korynckich pilastrów, wspierającymi gzyms, na której stoi fronton, flankowany dwiema wolutami i zwieńczony trójkątnym tympanonem. 

## Wnętrze
Wnętrze stanowi jedna nawa przekryta płaskim sufitem. Na jej wyposażenie składają się trzy ołtarze. Kościół jest pozbawiony stałych dzieł sztuki, ma trzy małe ołtarze na ścianach, na których pozostały tylko oryginalne posągi. Obraz w ołtarzu głównym, Chrystus ze św. Markiem i św. Gawłem, przypisywany Domenicowi Tintoretto, został całkowicie odnowiony w XVIII wieku przez Gaspare Dizianiego. Obecnie znajduje się w Diecezjalnym Muzeum Sztuki Sakralnej Sant’Apollonia.

### Przestrzeń wystawowa
Wnętrze kościoła jest obecnie wykorzystywane jako przestrzeń wystawowa, w której organizowane są głównie pokazy monograficzne sztuki współczesnej. Jedną z takich prezentacji była wystawa z 2015 roku, Shrine for Girls amerykańskiej artystki konceptualnej Patricii Cronin, dedykowana kobietom doświadczającym przemocy i represji. Artystka zebrała w tym celu setki ubrań dziewcząt z całego świata i ułożyła je na trzech kamiennych ołtarzach, nadając im symbol relikwii młodych męczennic.